# ビル・ブラス
ビル・ブラス（Bill Blass, 1922年6月22日 - 2002年6月12日）は、アメリカの男性ファッションデザイナー。

## プロフィール
インディアナ州のフォートウェインに生まれる。

## 出版物
- Dining in Manhattan Cookbook: A Collection of Gourmet Recipes for Complete Meals from Manhattan's Finest Restaurants, with Joan G. Hauser (1983)
- Bare Blass, edited by Cathy Horyn (2002)